# فيكتور بلو
فيكتور بلو (بالإنجليزية: Victor Blue)‏ هو ضابط أمريكي، ولد في 6 ديسمبر 1865 في مقاطعة ريتشموند في الولايات المتحدة، وتوفي في 22 يناير 1928.